# Ещё по одной (фильм)
«Ещё по одной» (дат. Druk — «запой») — комедийно-драматический фильм 2020 года режиссёра Томаса Винтерберга, снятый по сценарию Винтерберга и Тобиаса Линдхольма, продукт совместного производства Дании, Нидерландов и Швеции. Главные роли в нём сыграли Мадс Миккельсен, Томас Бо Ларсен, Магнус Милланг и Ларс Ранте.
Премьера фильма состоялась 12 сентября 2020 года на кинофестивале в Торонто, 24 сентября картина вышла в датский прокат. Она получила «Оскар» как «лучший фильм на иностранном языке», была номинирована в категории «Лучший режиссёр», получила премию BAFTA за лучший неанглоязычный фильм и премию Европейской киноакадемии за лучший фильм, была номинирована на «Золотой глобус» за лучший фильм на иностранном языке.

## Сюжет
Главные герои фильма, Мартин, Томми, Петер и Николай, преподают в одной из средних школ Копенгагена. Когда они собираются на ужин в честь сорокалетия Николая, тот рассказывает друзьям о гипотезе учёного и психотерапевта Финна Скэрдеруда, согласно которой 0,5 промилле алкоголя в крови помогает человеку повысить свою эффективность и уровень счастья. На следующий день Мартин, давно утративший способность радоваться жизни, выпивает перед уроком немного алкоголя. Ученики, прежде жаловавшиеся на качество преподавания, остаются довольны. Мартин делится впечатлениями с Николаем, и друзья решают провести эксперимент: систематически выпивать в рабочее время при соблюдении определённых правил (содержание алкоголя в крови не должно превышать 0,5 промилле, пить после восьми вечера нельзя).
Гипотеза Скэрдеруда показывает хорошие результаты. Мартину удаётся уделять внимание жене и детям, на занятиях все четверо неизменно «в ударе» и пользуются успехом у учеников. Они продолжают эксперимент, повысив предел до 1 промилле. В какой-то момент друзья решают выпить по максимуму, чтобы посмотреть, как реагируют на это их тела и умы. Они весело проводят ночь, но по возвращении домой у Мартина и Николая происходят семейные ссоры. Жена и дети Мартина беспокоятся из-за того, что он становится алкоголиком, и после очередного скандала жена уходит. Друзья отказываются от продолжения эксперимента.
Спустя несколько месяцев Мартин, Петер и Николай перестали пить днём, а Томми стал алкоголиком и потерял работу. Во время очередного запоя он садится в лодку, выходит в море и погибает (возможно, это было самоубийство). После похорон друзья ужинают в ресторане и немного выпивают. Мартин, Петер и Николай видят, как мимо проезжает группа выпускников их школы, и присоединяются к празднованию. Мартин получает по телефону сообщение от своей жены, которая готова дать их браку второй шанс. Грустный и одновременно радостный Мартин веселится на торжестве выпускников и исполняет свой обещанный ещё в самом начале фильма танец под песню What a Life группы Scarlet Pleasure.

## В ролях
- Мадс Миккельсен — Мартин, учитель истории
- Томас Бо Ларсен — Томми, физрук
- Магнус Милланг[англ.] — Николай, школьный психолог
- Ларс Ранте[англ.] — Петер, учитель музыки
- Мария Бонневи — Аника, жена Мартина

## Производство и релиз
В основу сценария легла пьеса Томаса Винтерберга, написанная им во время работы в Бургтеатре в Вене. Винтерберг черпал вдохновение в историях своей дочери Иды, которая рассказывала о культуре потребления алкоголя в среде датской молодежи. Именно Ида настояла на экранизации, и она должна была сыграть дочь главного героя Мартина. Изначально Винтерберг называл свой фильм «праздником алкоголя, основанным на тезисе о том, что без алкоголя мировая история была бы совсем другой». Однако через четыре дня после начала съёмок Ида погибла в автокатастрофе. После этого сценарий был переработан и стал более жизнеутверждающим: «Это не должна быть история просто о выпивке. Речь идёт о пробуждении жизни», — заявил Винтерберг. Фильм посвящён Иде и частично снят в её учебном классе вместе с её одноклассниками.
Фильм был включён в программу Каннского фестиваля, запланированного на лето 2020 года и отменённого из-за пандемии COVID-19. Премьера состоялась в сентябре 2020 года на международном кинофестивале в Торонто. Фильм демонстрировался на Международном кинофестивале в Сан-Себастьяне, где претендовал на главный приз Золотая раковина, и на открытии Гентского международного кинофестиваля в Бельгии.
Компания Nordisk Film начала прокат фильма в кинотеатрах Дании 24 сентября 2020 года. В сентябре 2020 года компания Samuel Goldwyn Films приобрела права на прокат фильма в США. Премьера в России состоялась 2 октября 2020 года в рамках Московского международного кинофестиваля.

## Восприятие
Фильм получил высокие оценки критиков. На сайте-агрегаторе Rotten Tomatoes у него 92 % положительных рецензий на основе 189 отзывов. Критический консенсус сайта гласит: «Возьмите одну часть искусно срежиссированной трагикомедии, добавьте чуточку Мадса Миккельсена в винтажном образе, и вы получите „Ещё по одной“ — опьяняющий взгляд на кризис среднего возраста». На Metacritic фильм получил 80 баллов из 100 на основе 29 рецензий, что свидетельствует о «всеобщем признании».
Рецензент «Искусства кино» Даниил Серебрянский констатировал, что «в обстановке тотального контроля за здоровьем в 2020 году „Ещё по одной“ становится более чем актуальной притчей об отчаянии, слабости, безысходности. И рассуждения о том, является ли выпивка спасением, всегда приводят к полемике». По словам Ярослава Забалуева с РБК, «чисто эмоционально фильм Винтерберга поразительно точно двигается по той же траектории, какой проходит всякий человек, угодивший на нежданную пьянку. Сначала радостное удивление, потом эйфория и внезапный прилив остроумия, дальше все немножко меркнет, а наутро головная боль сменяется ощущением щемящего просветления».
Юлия Авакова из Российской газеты отметила, что «„Ещё по одной“ стал тем фильмом, в котором национального куда больше, чем в „Торжестве“ и „Охоте“, но меньше, чем в „Коммуне“, что делает его в принципе понятным и впечатляющим и без считывания второго пласта, который, между тем, крайне интересен». По мнению рецензента «Афиши», «каждый схваченный в фильме миг безукоризненно точен, каждый — тот самый идеальный момент, который так напрасно искала и культивировала героиня „Тошноты“ Сартра».
Песня «What a Life» датской группы Scarlet Pleasure, которая звучит в финальной сцене фильма и которая была использована во время награждения режиссёра на церемонии Киноакадемии, приобрела огромную популярность в Дании, став «синонимом надежды в нелегкий период пандемии» и своего рода «гимном датского кутежа».

## Награды и номинации
| Награда                                   | Дата вручения    | Категория                             | Номинанты и получатели                                        | Результат | П.     |
| ----------------------------------------- | ---------------- | ------------------------------------- | ------------------------------------------------------------- | --------- | ------ |
| Кинофестиваль в Сан-Себастьяне            | 26 сентября 2020 | Серебряная раковина лучшему актёру    | Мадс Миккельсен, Томас Бо Ларсен, Магнус Милланг и Ларс Ранте | Победа    | [ 23 ] |
| Кинофестиваль в Сан-Себастьяне            | 26 сентября 2020 | Премия Feroz Zinemaldia               | «Ещё по одной»                                                | Победа    | [ 24 ] |
| Кинофестиваль в Сан-Себастьяне            | 26 сентября 2020 | Премия SIGNIS                         | Томас Винтерберг                                              | Победа    | [ 25 ] |
| Кинофестиваль в Сан-Себастьяне            | 26 сентября 2020 | Серебряная раковина лучшему режиссёру | Томас Винтерберг                                              | Номинация | [ 23 ] |
| Кинофестиваль в Сан-Себастьяне            | 26 сентября 2020 | Золотая раковина                      | Томас Винтерберг                                              | Номинация | [ 23 ] |
| Лондонский кинофестиваль                  | 18 октября 2020  | Лучший фильм                          | «Ещё по одной»                                                | Победа    | [ 26 ] |
| Гентский международный кинофестиваль      | 24 октября 2020  | Премия Canvas Audience                | «Ещё по одной»                                                | Победа    | [ 27 ] |
| Премия Европейской киноакадемии           | 12 декабря 2020  | Лучший фильм                          | «Ещё по одной»                                                | Победа    | [ 28 ] |
| Премия Европейской киноакадемии           | 12 декабря 2020  | Лучший режиссёр                       | Томас Винтерберг                                              | Победа    | [ 28 ] |
| Премия Европейской киноакадемии           | 12 декабря 2020  | Лучший сценарист                      | Томас Винтерберг, Тобиас Линдхольм                            | Победа    | [ 28 ] |
| Премия Европейской киноакадемии           | 12 декабря 2020  | Лучший актёр                          | Мадс Миккельсен                                               | Победа    | [ 28 ] |
| Премия Европейской киноакадемии           | 12 декабря 2020  | Премия Университета                   |                                                               | Номинация | [ 28 ] |
| Ассоциация кинокритиков Чикаго            | 21 декабря 2020  | Лучший фильм на иностранном языке     | «Ещё по одной»                                                | Победа    | [ 29 ] |
| Альянс женщин-киножурналистов             | 4 января 2021    | Лучший фильм не на английском языке   | «Ещё по одной»                                                | Победа    | [ 30 ] |
| Общество кинокритиков Сан-Диего           | 11 января 2021   | Лучший международный фильм            | «Ещё по одной»                                                | Номинация | [ 31 ] |
| Общество кинокритиков Сент-Луиса          | 17 января 2021   | Лучший иностранный фильм              | «Ещё по одной»                                                | Победа    | .      |
| Общество кинокритиков Хьюстона            | 18 января 2021   | Лучший фильм на иностранном языке     | «Ещё по одной»                                                | Номинация | [ 33 ] |
| Премия Лондонского кружка кинокритиков    | 7 февраля 2021   | Иностранный фильм года                | «Ещё по одной»                                                | Победа    | [ 34 ] |
| Золотой глобус                            | 28 февраля 2021  | Лучший фильм на иностранном языке     | «Ещё по одной»                                                | Номинация | [ 35 ] |
| «Выбор кинокритиков»                      | 7 марта 2021     | Лучший фильм на иностранном языке     | «Ещё по одной»                                                | Номинация | [ 36 ] |
| Сезар                                     | 12 марта 2021    | Лучший иностранный фильм              | «Ещё по одной»                                                | Победа    | .      |
| Премия Британской Академии в области кино | 11 апреля 2021   | Лучший режиссёр                       | Томас Винтерберг                                              | Номинация | [ 38 ] |
| Премия Британской Академии в области кино | 11 апреля 2021   | Лучший актёр                          | Мадс Миккельсен                                               | Номинация | [ 38 ] |
| Премия Британской Академии в области кино | 11 апреля 2021   | Лучший оригинальный сценарий          | Тобиас Линдхольм и Томас Винтерберг                           | Номинация | [ 38 ] |
| Премия Британской Академии в области кино | 11 апреля 2021   | Лучший неанглоязычный фильм           | Томас Винтерберг и Сиссе Граум Йоргенсен                      | Победа    | [ 38 ] |
| Оскар                                     | 25 апреля 2021   | Лучший режиссёр                       | Томас Винтерберг                                              | Номинация | [ 39 ] |
| Оскар                                     | 25 апреля 2021   | Лучший фильм на иностранном языке     | «Ещё по одной»                                                | Победа    | [ 39 ] |
| Премия «Бодиль»                           | 8 мая 2021       | Лучший датский фильм                  | «Ещё по одной»                                                | Победа    | [ 40 ] |
| Премия «Бодиль»                           | 8 мая 2021       | Лучшая главная мужская роль           | Мадс Миккельсен                                               | Победа    | [ 40 ] |
| Премия «Бодиль»                           | 8 мая 2021       | Лучшая мужская роль второго плана     | Ларс Ранте                                                    | Номинация | [ 40 ] |
| Премия «Бодиль»                           | 8 мая 2021       | Лучшая мужская роль второго плана     | Томас Бо Ларсен                                               | Номинация | [ 40 ] |
| Премия «Бодиль»                           | 8 мая 2021       | Лучшая мужская роль второго плана     | Магнус Милланг                                                | Номинация | [ 40 ] |
| Премия «Бодиль»                           | 8 мая 2021       | Лучший сценарий                       | Томас Винтерберг, Тобиас Линдхольм                            | Победа    | [ 40 ] |

## Ремейк
Компании Endeavor Content, Makeready и Appian Way в 2021 году купили права на англоязычный ремейк фильма. Леонардо Ди Каприо, один из владельцев Appian Way, взялся продюсировать проект. Возможно, именно он исполнит главную роль. Винтерберг примет участие в проекте в качестве исполнительного продюсера.